# Trepczykowo
Trepczykowo (kaszb. Jezoro Trepczëkowsczé) – jezioro wytopiskowe na Pojezierzu Kaszubskim w gminie Linia, w powiecie wejherowskim (województwo pomorskie) na północ od Niepoczołowic. Do 1 września 1939 roku na zachód od jeziora przebiegała granica polsko-niemiecka. Jezioro położone jest pomiędzy miejscowościami Niepoczołowice, a Zakrzewem.
Ogólna powierzchnia: 13,1 ha